# Бережок (Удомельский район)
Бережок — деревня в Удомельском городском округе Тверской области.

## География
Деревня находится в северной части Тверской области на расстоянии приблизительно 5 км на север по прямой от железнодорожного вокзала города Удомля на северном берегу озера Песьво в 4,5 км севернее железной дороги Бологое-Рыбинск.

## История
Деревня была известна с 1572 года. В 1779 году отмечалось сельцо Бережок (позднее Старый Бережок), подаренное императрицей Елизаветой Петровной лейб-компанцу В. И. Храповицкому за содействие восшествию на престол. В 1886 году в сельце проживала 1 дворянская семья из 3 человек, 5 крестьянских семей из 13 человек и 1 семья духовного звания из 4 человек. Известно, что во второй половине XIX века — начале XX века сельцо принадлежало врачу Беллярминову. В 1859 году в деревне Новый Бережок (название в отличие от сельца) население было свободными хлебопашцами, отпущенными по завещанию графа М. В. Храповицкого на волю. Что касается сельца, то после революции там была устроена коммуна. После ликвидации коммуны в Старом Бережке обустроился дом отдыха, принадлежавший одному из крупных московских предприятий. Осенью 1944 года в имении разместился дом инвалидов детей — жертв Великой Отечественной войны. Примерно с 1950 года после отъезда детского дома инвалидов, в Старом Бережке поселилось хозяйство Райпищекомбината, которое занялось разведением уток на озере. Позднее хозяйство из-за нерентабельности пришлось ликвидировать. Здание имения сгорело. В деревне было учтено дворов (хозяйств): 4 (1859 год), 5 (1886), 8 (1911), 27 (1958), 14 (1986), 8 (2000). В советский период истории здесь действовали коммуны «Равенство» и «III Интернационал», колхоз «Новый Бережок», позднее АО «Сезам». До 2015 года входила в состав Порожкинского сельского поселения до упразднения последнего. С 2015 года в составе Удомельского городского округа.

## Население
Численность населения: 20 человек (1859 год), 28 (1886), 40 (1911), 81(1958), 30 (1986), 21 (русские 100 %) в 2002 году, 10 в 2010.